# Seznam dílů seriálu Láska ke hvězdám
Toto je seznam dílů seriálu Láska ke hvězdám. Americký romantický sci-fi televizní seriál Láska ke hvězdám měl premiéru v roce 2014 na stanici The CW.

## Přehled řad
| Řada | Díly | Premiéra v USA | Premiéra v USA  | Premiéra v ČR     | Premiéra v ČR  |
| Řada | Díly | První díl      | Poslední díl    | První díl         | Poslední díl   |
| ---- | ---- | -------------- | --------------- | ----------------- | -------------- |
| 1    | 13   | 17. února 2014 | 12. května 2014 | 9. listopadu 2014 | 25. ledna 2015 |

## Seznam dílů
| Č. v seriálu | Původní název                             | Český název | Režie            | Scénář                                    | Premiéra v USA  | Premiéra v ČR      |
| ------------ | ----------------------------------------- | ----------- | ---------------- | ----------------------------------------- | --------------- | ------------------ |
| 1            | Pilot                                     |             | Gary Fleder      | Meredith Averill                          | 17. února 2014  | 9. listopadu 2014  |
| 2            | These Violent Delights Have Violent Ends  |             | Gary Fleder      | Meredith Averill                          | 24. února 2014  | 16. listopadu 2014 |
| 3            | Our Toil Shall Strive to Mend             |             | Deran Sarafian   | Adele Lim                                 | 3. března 2014  | 23. listopadu 2014 |
| 4            | And Left No Friendly Drop                 |             | Harry Sinclair   | Robert Hewitt Wolfe                       | 10. března 2014 | 30. listopadu 2014 |
| 5            | Dreamers Often Lie                        |             | Michael Pressman | Marc Halsey                               | 17. března 2014 | 7. prosince 2014   |
| 6            | Stabbed with a White Wench's Black Eye    |             | Oz Scott         | Yolanda E. Lawrence                       | 24. března 2014 | 14. prosince 2014  |
| 7            | To Seek a Foe                             |             | Ed Ornelas       | Jay Faerber                               | 31. března 2014 | 21. prosince 2014  |
| 8            | An Old Accustom'd Feast                   |             | Michael Zinberg  | Brian Studler                             | 7. dubna 2014   | 28. prosince 2014  |
| 9            | Some Consequence Yet Hanging in the Stars |             | Zetna Fuentes    | Samantha Stratton                         | 14. dubna 2014  | 28. prosince 2014  |
| 10           | What Storm is This That Blows So          |             | Norman Buckley   | Robert Hewitt Wolfe a Yolanda E. Lawrence | 21. dubna 2014  | 4. ledna 2015      |
| 11           | Give Me a Torch                           |             | Michael Katleman | Marc Halsey a Jay Faerber                 | 28. dubna 2014  | 11. ledna 2015     |
| 12           | This Trick May Chance to Scathe You       |             | Elizabeth Allen  | Brian Studler a Samantha Stratton         | 5. května 2014  | 18. ledna 2015     |
| 13           | Passion Lends Them Power                  |             | Ed Omelas        | Meredith Averill a Adele Lim              | 12. května 2014 | 25. ledna 2015     |